# Graphitbombe

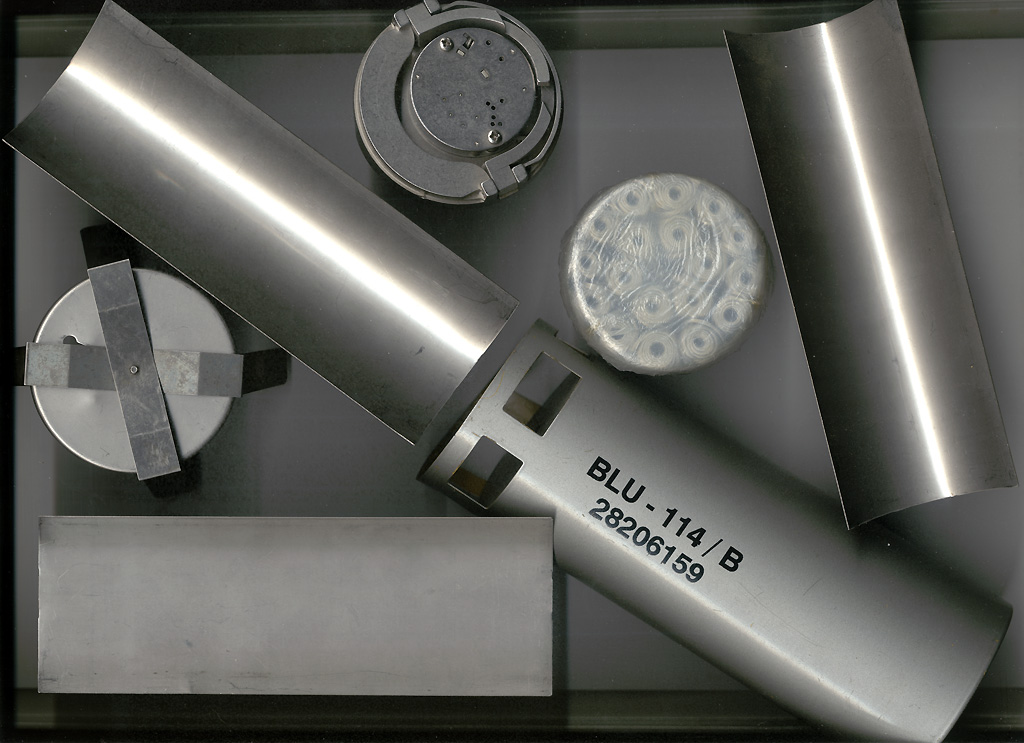
Graphitstreubombe BLU-114/B des US-Militärs

Eine Graphitbombe ist eine taktische Waffe, die dazu dient, elektrische Anlagen wie Kraftwerke, Umspannwerke oder Freileitungen für begrenzte Zeit durch Kurzschlüsse betriebsunfähig zu machen. In der Folge verursachte großflächige Stromausfälle stören die gegnerische zivile Infrastruktur und Wirtschaft oder können diese völlig lahmlegen. Auch Sendeanlagen für Telekommunikation und Medien können so gezielt gestört werden.
Da die Bombe in der Regel keine oder nur sehr geringe Kollateralschäden verursacht (getroffene Ziele werden in ihrer Struktur nicht schwer beschädigt und Menschen werden nicht direkt verletzt oder getötet), zählen Graphitbomben zu den vergleichsweise humanen Kriegswaffen („soft bombs“).

## Wirkungsweise
Die Waffe wird von einem Flugzeug abgeworfen oder mittels einer Rakete zum Ziel gebracht. In der Luft über dem Ziel wird eine Zerlegerladung gezündet und die Bombe setzt eine Wolke aus Graphit in Form von Staub oder dünnen Fäden (Kohlenstofffasern) frei. Das Graphit wird aber, im Gegensatz zu einer Aerosolbombe, nicht gezündet, sondern die Partikelwolke senkt sich auf das Ziel herab, wo sie sich auf außenliegende Geräte ablagert und über die Belüftungs- und Kühlsysteme teilweise auch in innenliegende Anlagenteile eindringt.
Die Schadwirkung beruht darauf, dass das Graphit mit seiner hohen elektrischen Leitfähigkeit bereits in geringen Mengen in elektrischen Geräten wie Schaltanlagen, Transformatoren, Motoren etc. einen Kurzschluss, eventuell durch Lichtbogen, verursacht, der zu einer Sicherheitsabschaltung oder einer Beschädigung des Gerätes führt.
Für Menschen ist Graphit in geringer Konzentration ungefährlich.

## Einsatz

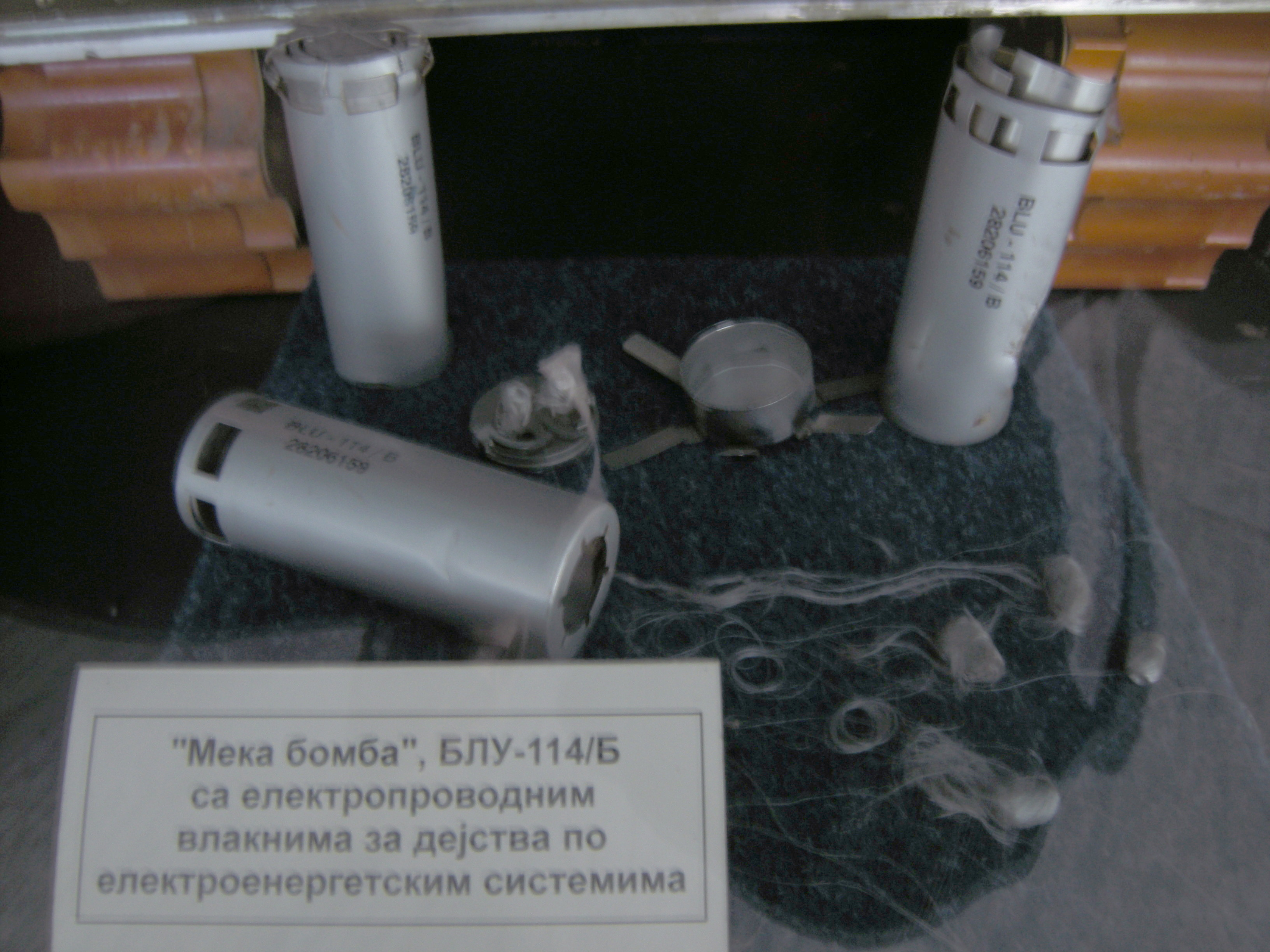
BLU-114/B. Blindgänger der NATO aus dem Kosovokrieg. Teilgeöffnete Fadenwickel. Tafel: „Weiche Bombe, BLU-114/B, mit elektropenetrierenden Fasern mit Wirkung auf Stromversorgungssysteme“

Das US-Militär hat Graphit-Streubomben erstmals 1990/91 erfolgreich im zweiten Golfkrieg eingesetzt. Innerhalb kurzer Zeit wurden 85 % der irakischen Stromversorgung lahmgelegt.
Die Waffe mit der Typbezeichnung CBU-94 besteht aus einem Trägerbehälter vom Typ SUU-66/B, der von einem Bomber (F-117 o. ä.) abgeworfen wird und der 202 der eigentlichen Streubomben vom Typ BLU-114/B (siehe Bild) freisetzt. Diese mit einem Mini-Fallschirm versehenen Streubomben haben etwa die Größe einer Getränkedose.
Die gleiche Waffe wurde 1999 von der NATO im Kosovokrieg gegen Serbien und Montenegro verwendet. Da die jugoslawische Seite die elektrischen Anlagen aber sehr schnell (binnen 1–2 Tagen) wieder instand gesetzt hatte, ging die NATO letztlich doch dazu über, Kraftwerke und Freileitungen mit konventionellen Waffen dauerhaft zu zerstören.